# Cavalerie de la Garde impériale (Premier Empire)
Pour les articles homonymes, voir Cavalerie de la Garde impériale.
Vous lisez un « bon article » labellisé en 2014.  Il fait partie d'un « bon thème ».
Pour un article plus général, voir Garde impériale (Premier Empire).
La cavalerie de la Garde impériale correspond à l'ensemble des unités militaires de cavalerie appartenant à la Garde impériale de Napoléon Ier. Unité combattante d'élite, elle devient la réserve ultime de l'armée. Elle est utilisée, en dernier ressort, pour donner le coup de grâce ou débloquer une situation périlleuse.
En 1804, la cavalerie de la Garde impériale est initialement composée de trois unités : les grenadiers à cheval, les chasseurs à cheval et les mamelouks. Par la suite, d'autres corps de cavalerie intègrent la Garde impériale, comme les dragons en 1806, les lanciers polonais en 1807, les lanciers rouges en 1810, les lanciers lituaniens et les tartares lituaniens en 1812, ainsi que les éclaireurs en 1813. D'autres unités de cavalerie sont rattachées à la Garde impériale ou servent statutairement à ses côtés, comme les gendarmes d'élite, les gendarmes d'ordonnance, les chevau-légers de Berg ou encore les gardes d'honneur.
À l'apogée du Premier Empire en 1812, la Garde impériale compte environ 7 000 cavaliers, quand la Grande Armée dans son intégralité en compte approximativement 77 000. De sa création jusqu'en 1813, la cavalerie de la Garde est commandée par le maréchal Jean-Baptiste Bessières, duc d'Istrie. Tué par un boulet au début de la campagne d'Allemagne, son commandement est relevé par le général Nansouty.

## Unités organiques
La Garde impériale est constituée au début du Premier Empire par décret impérial du 29 juillet 1804, remplaçant la garde consulaire. Trois unités de cavalerie en font initialement partie : le régiment des chasseurs à cheval, le régiment des grenadiers à cheval et la compagnie des mamelouks (rattachée aux chasseurs à cheval). Les gendarmes d’élite font également partie de la Garde impériale, mais leur rôle et leurs missions diffèrent de ceux des autres unités. En 1806, le régiment des dragons est créé. Le régiment des lanciers polonais est formé en 1807, le recrutement étant effectué dans la noblesse polonaise. Ils ne disposent de la lance qu’en 1809, après la bataille de Wagram.
En 1810, un nouveau régiment de lanciers, les lanciers rouges, est formé à partir du régiment de hussards de la Garde hollandaise. En 1812, un troisième régiment de lanciers, les lanciers lituaniens, est recruté, ainsi qu'un escadron de tartares lituaniens. En 1813, trois régiments d’éclaireurs, armés de la lance, sont formés. Le premier est rattaché aux grenadiers à cheval, le deuxième aux dragons et le troisième aux lanciers polonais.
Les grenadiers à cheval, les chasseurs à cheval, les mamelouks, les dragons, les lanciers polonais et le 1er escadron du 1er régiment d'éclaireurs font partie de la prestigieuse Vieille Garde.

### Grenadiers à cheval

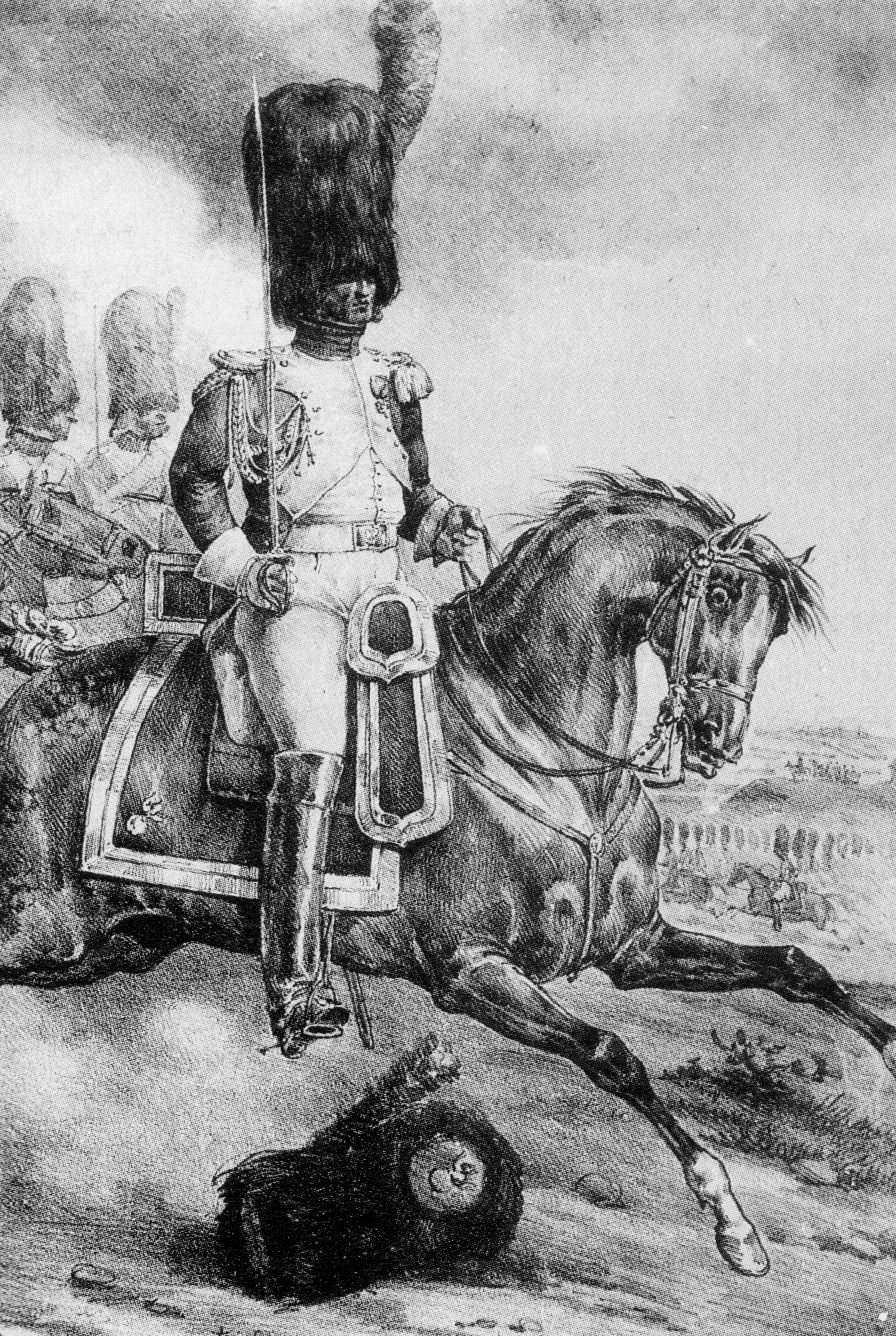
Grenadiers à cheval de la Garde impériale. Gravure d'Hippolyte Bellangé.

L'origine des grenadiers à cheval remonte en octobre 1796, lorsque le gouvernement français décide d'incorporer à la Garde du Directoire une unité à cheval : un corps de deux compagnies, totalisant 112 cavaliers, est créé. L'année suivante, cette unité reçoit le nom de grenadiers à cheval et après le coup d'État du 18 brumaire, elle devient la première formation de cavalerie de la Garde consulaire.
En 1804, avec l'instauration du Premier Empire, le corps des grenadiers à cheval de la Garde des consuls devient le régiment des grenadiers à cheval de la Garde impériale, qui comprend quatre escadrons pour un effectif total de 1 018 cavaliers. Ils participent à la campagne d'Autriche de 1805 et se distinguent particulièrement à Austerlitz, où leurs charges contre la cavalerie de la Garde russe, en compagnie des chasseurs et des mamelouks, se révèlent efficaces et permettent de repousser la contre-attaque du grand-duc Constantin. Absents lors de la campagne de Prusse, ils se rattrapent à la bataille d'Eylau, lorsque le colonel Lepic et ses grenadiers parviennent à s'extraire de l'encerclement en se frayant un passage jusqu'aux lignes françaises. Le régiment part ensuite pour l'Espagne mais n'y est pas beaucoup employé. En 1809, les grenadiers à cheval sont présents à Essling et Wagram. Leur effectif est porté à cinq escadrons en 1812, à la veille de la campagne de Russie,. Au cours de cette dernière, ils déplorent de fortes pertes et le régiment est réduit à quatre escadrons en février 1813. Il combat par la suite lors de la campagne d'Allemagne et pendant la campagne de France, notamment à Vauchamps et Craonne.
Sous la Première Restauration, les grenadiers à cheval reçoivent la dénomination de Corps royal des cuirassiers de France. Pendant les Cent-Jours, le régiment reprend son ancien nom et participe à la campagne de Belgique de 1815, où il charge les carrés britanniques à la bataille de Waterloo. Le corps des grenadiers à cheval est finalement dissous le 25 novembre 1815 durant la Seconde Restauration.

### Chasseurs à cheval

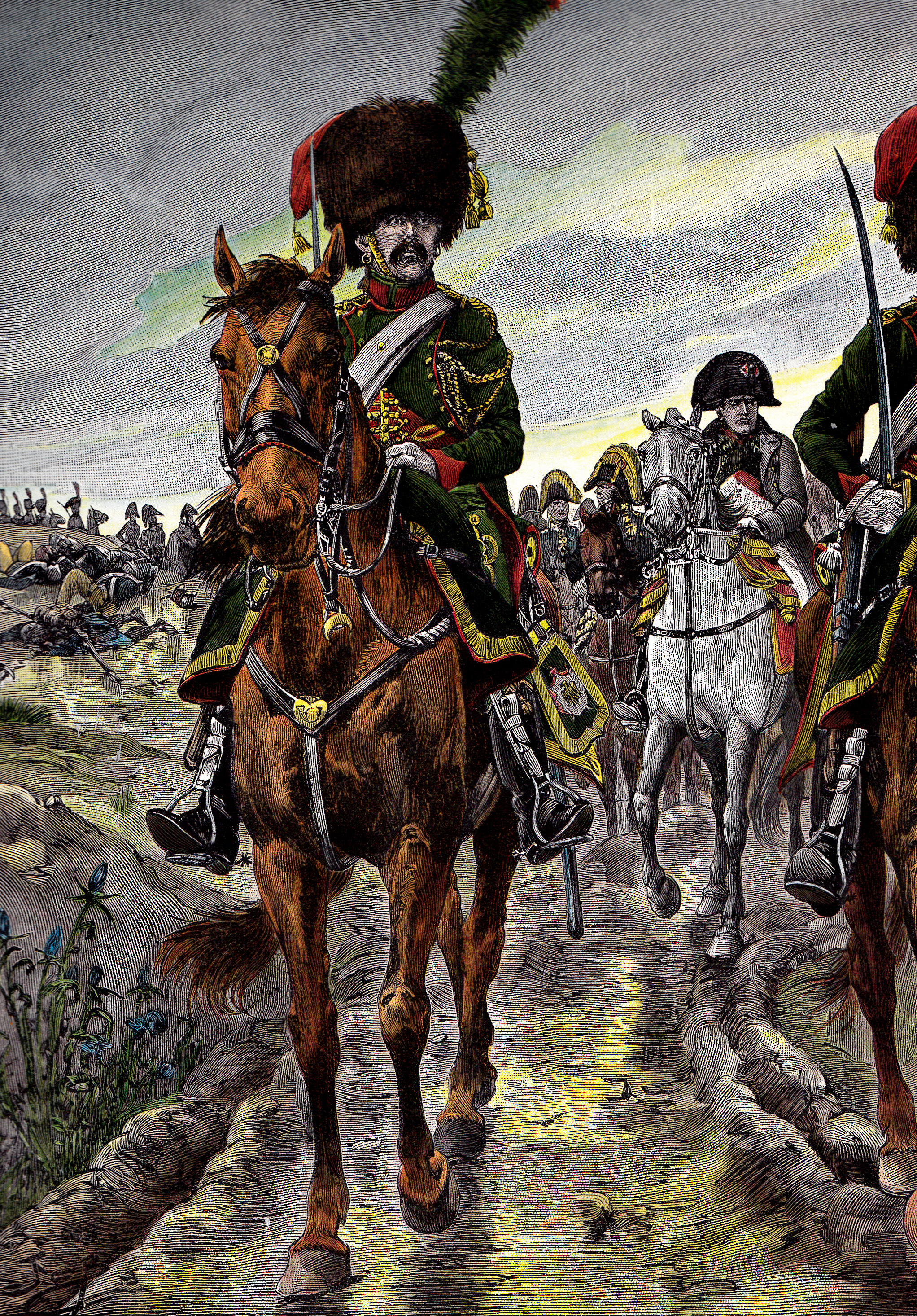
Chasseurs à cheval de la Garde impériale escortant l'Empereur, par Job.

Le 24 avril 1796, pendant la première campagne d'Italie, le général Napoléon Bonaparte ordonne la création d'une compagnie de guides à cheval, chargée de sa protection et de celle de l'état-major. Le capitaine Bessières, du 22e régiment de chasseurs à cheval, prend le commandement du corps, avec la possibilité de nommer ou renvoyer des soldats pour son unité. La compagnie des guides s'illustre notamment à Arcole, avant de prendre part à la campagne d'Égypte où elle charge au Mont-Thabor et à Saint-Jean-d'Acre. Après le retour de Napoléon en France et l'instauration du Consulat, la compagnie des guides devient la compagnie des chasseurs à cheval de la Garde consulaire ; le capitaine Eugène de Beauharnais en devient le commandant.
En 1804, Napoléon devient empereur et instaure la Garde impériale. La compagnie des chasseurs devient le régiment des chasseurs à cheval de la Garde impériale, organisé en quatre escadrons totalisant 1 018 hommes, auxquels est adjoint la compagnie des mamelouks. L'unité est engagée dans la campagne d'Autriche en 1805, sous le commandement du colonel Morland : à Austerlitz, ils repoussent la cavalerie de la Garde russe conjointement avec les grenadiers à cheval et les mamelouks, au prix de 22 tués dont Morland. Le régiment ne participe pas activement à la campagne de Prusse en 1806, mais l'année suivante, il charge l'infanterie russe à Eylau sous les ordres du général Dahlmann qui est mortellement blessé. En 1808, le général Lefebvre-Desnouettes prend le commandement des chasseurs à cheval de la Garde. La même année, ces derniers prennent part à la guerre d'Espagne et contribuent à la répression du soulèvement du Dos de Mayo. Vaincus à Benavente, les chasseurs s'acheminent vers l'Europe centrale et se distinguent à la bataille de Wagram, où ils mettent en déroute la cavalerie autrichienne en compagnie des chevau-légers polonais.
En 1812, pendant la campagne de Russie, les chasseurs à cheval de la Garde protègent Napoléon lors du combat de Gorodnia, repoussant les cosaques avec l'aide des autres régiments de la cavalerie de la Garde. À la fin de la campagne, l'unité ne compte plus que 209 cavaliers mais les effectifs sont augmentés et les chasseurs participent aux campagnes d'Allemagne et de France, notamment à Leipzig, Hanau, Montmirail et Craonne. À la Première Restauration, les chasseurs à cheval de la Garde deviennent le Corps royal des chasseurs de France avant de reprendre leur ancien nom durant les Cent-Jours, où ils chargent à Waterloo. L'unité des chasseurs à cheval de la Garde impériale est finalement dissoute entre le 26 octobre et le 6 novembre 1815, lors de la Seconde Restauration.

### Mamelouks

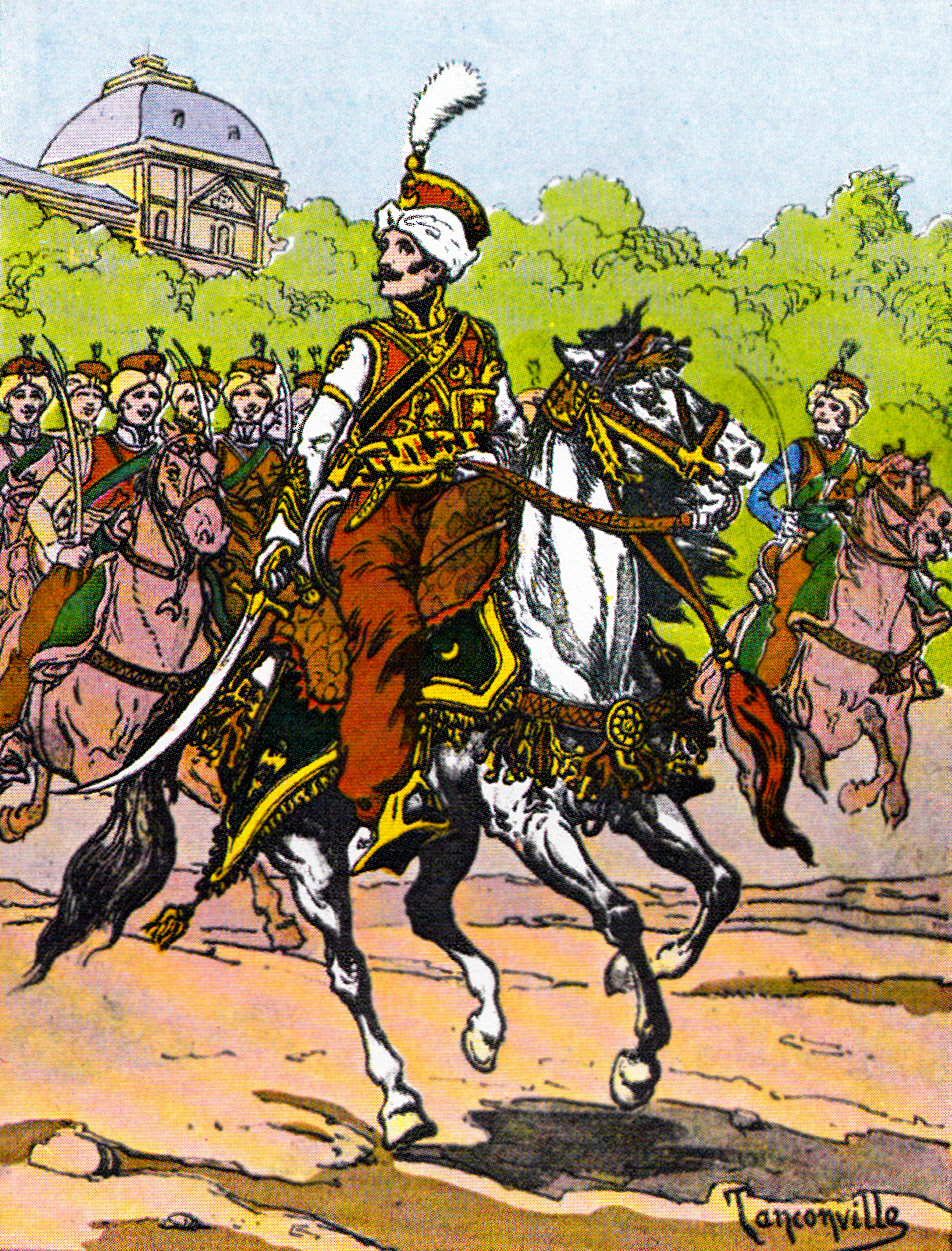
Le chef d'escadron Kirmann à la tête des mamelouks. Illustration de Tanconville.

En 1798, pendant la campagne d'Égypte, le général Napoléon Bonaparte affronte les mamelouks, des cavaliers assujettis depuis plusieurs siècles à l'Empire ottoman. Impressionné par leurs qualités de soldats, il décide d'incorporer une unité similaire dans l'armée française. Ces mamelouks suivent le corps expéditionnaire lors de son retour en France et, le 13 octobre 1801, un décret ordonne la création d'un escadron de mamelouks de 240 soldats intégré à la Garde consulaire, chiffre qui est ensuite ramené à 150 le 7 janvier 1802. Le commandement en revient au colonel Jean Rapp, aide de camp de Napoléon. Le 21 avril 1802, l'escadron aligne 13 officiers et 155 hommes. En 1804, les mamelouks ne forment plus qu'une compagnie, adjointe aux chasseurs à cheval de la Garde impériale.
Prenant part à la campagne d'Autriche de 1805, les mamelouks se distinguent particulièrement à Austerlitz : alors que l'infanterie française est malmené sur le plateau de Pratzen par la cavalerie de la Garde russe, l'Empereur ordonne au maréchal Bessières de charger avec la cavalerie de la Garde impériale, tenue en réserve. Une première attaque des chasseurs et des grenadiers ayant échoué, les mamelouks s'élancent à leur tour, enfoncent un carré russe et s'emparent d'une batterie. Après cet engagement, Napoléon accorde une aigle à la compagnie. Les mamelouks participent ensuite à la campagne de Prusse et de Pologne où ils sont présents à la bataille d'Eylau. Lors de la guerre d'Espagne, ils jouent un rôle actif à la répression du soulèvement du Dos de Mayo, où ils s'attirent la haine des Espagnols qui voient en eux les descendants des Maures. En 1812, la compagnie est engagée dans la campagne de Russie, toujours à la suite des chasseurs, et y subit de lourdes pertes. Réorganisés sous la forme d'un escadron en 1813, les mamelouks combattent durant la campagne d'Allemagne, à Dresde et Hanau, et celle de France, à Montmirail, Saint-Dizier et Paris.
Sous la Première Restauration, l'escadron est incorporé au Corps royal des chasseurs de France, puis est reformé par décret pendant les Cent-Jours. Après la seconde abdication de Napoléon, les derniers mamelouks regagnent le dépôt des réfugiés à Marseille où ils sont presque tous massacrés par la population royaliste.

### Dragons

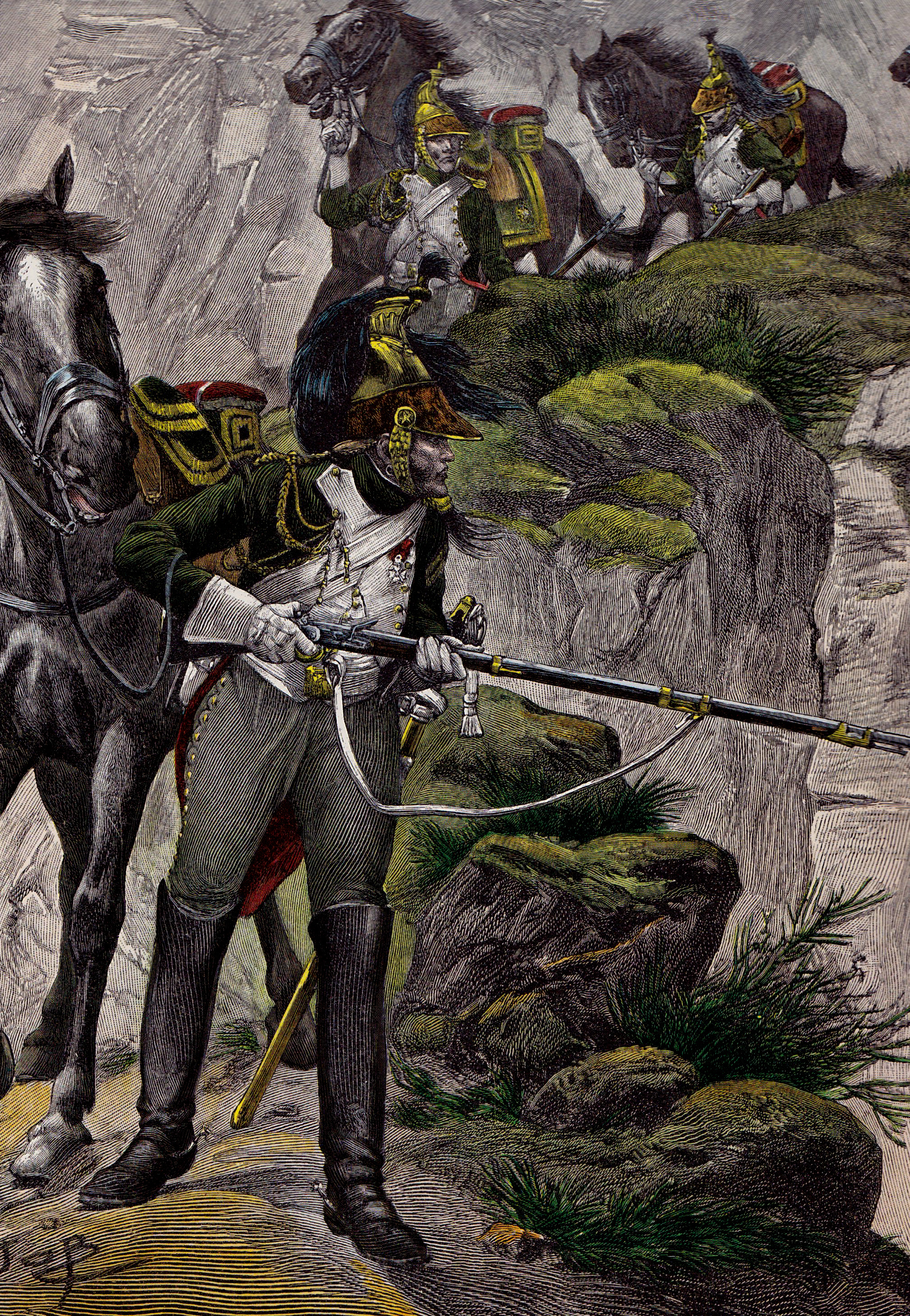
Dragons de la Garde impériale. Illustration de Job.

La création du régiment des dragons de la Garde impériale remonte au mois d'avril 1806 : satisfait de la participation des dragons de la ligne à la campagne d'Autriche de 1805, Napoléon décrète la formation d'un régiment de dragons intégré à la Garde impériale. L'unité est organisée en quatre escadrons à deux compagnies chacun, et l'Empereur nomme personnellement les officiers du corps, issus de la Garde ou de la ligne. Le régiment est placé sous les ordres du colonel Arrighi de Casanova.
Quelques mois plus tard, ils sont présents à la bataille de Friedland, où ils constituent le flanc gauche de la formation de la cavalerie de la Garde. Lors de la campagne de Russie, notamment à Maloyaroslavets et à la Bérézina, le régiment est presque entièrement décimé en couvrant les troupes françaises lors de la retraite de Russie. En 1813, les dragons participent à la bataille de Leipzig ainsi qu'à celle de Hanau. Lors de la deuxième bataille de Saint-Dizier en 1814, accompagné d'un peloton de mamelouks, ils délogent les soldats ennemis de leurs positions et s'emparent de 18 pièces d'artillerie.
Lors de la Première Restauration, le régiment est transformé en Corps royal des dragons de France. Au retour de Napoléon pendant les Cent-Jours, le régiment retrouve son organisation antérieure. Le 18 juin 1815, ils s'élancent sous les ordres du maréchal Ney contre les carrés britanniques positionnés sur le Mont-Saint-Jean, où ils subissent de lourdes pertes face au tir précis de l'infanterie britannique. À la fin de la campagne de Belgique, le régiment déplore la mort de 25 officiers et près de 300 soldats. Le régiment est finalement dispersé après la seconde abdication de Napoléon.

### Lanciers polonais

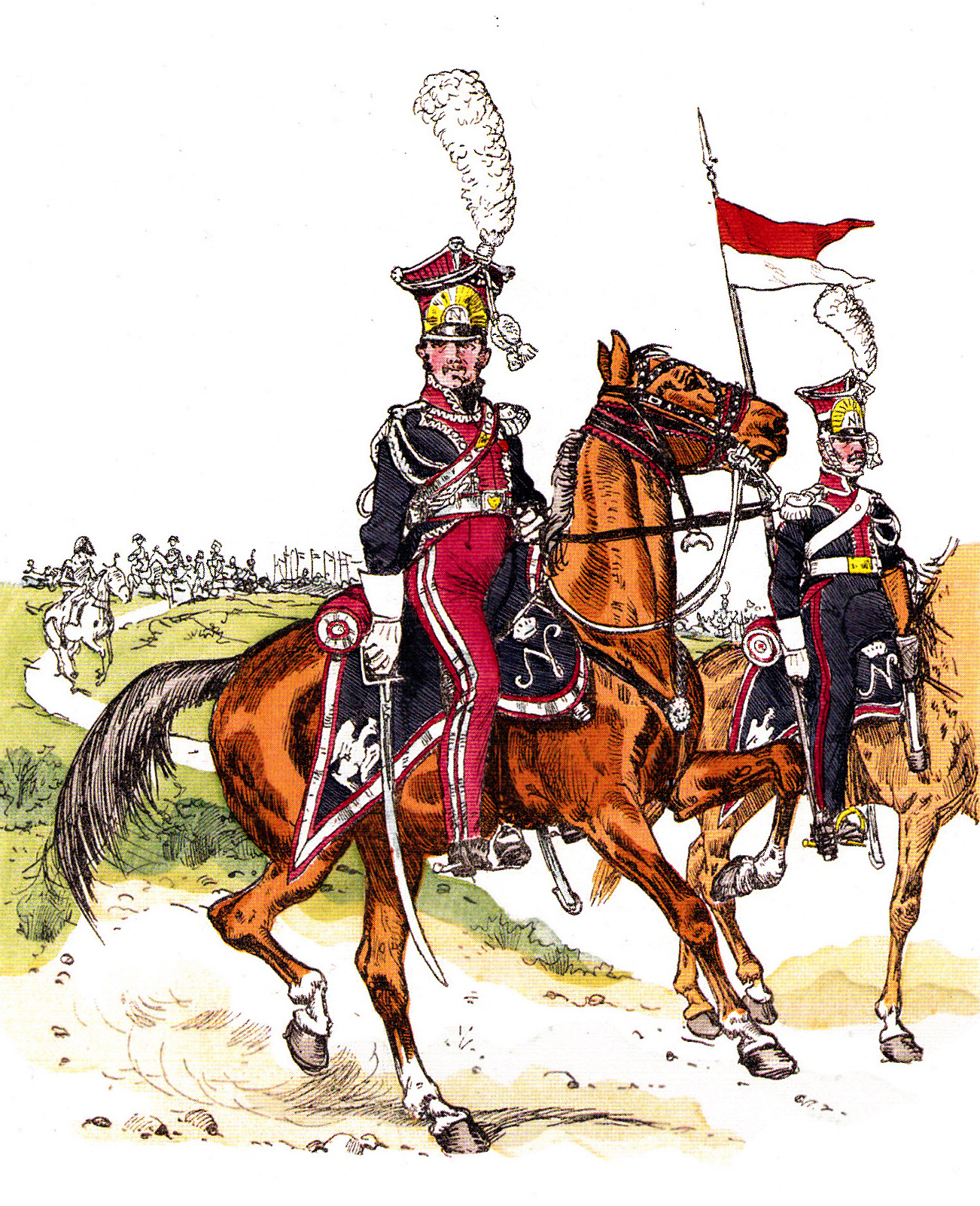
Officier supérieur et lancier polonais en grande tenue. Illustration de Richard Knötel.

En 1807, après avoir battu la Prusse, Napoléon fait son entrée dans Varsovie ; il y est escorté par une garde d'honneur polonaise à l'allure fringante et composée de nobles. Séduit, l'Empereur décrète le 6 avril la création d'un régiment de chevau-légers polonais intégré à la Garde impériale et placé sous les ordres du colonel Krasiński,. Composée de 968 hommes sans expérience militaire, l'unité est encadrée par des officiers de la cavalerie de la Garde, tels que les deux colonels-majors.
Au fur et à mesure de leur formation, les détachements polonais se dirigent vers le dépôt de Chantilly puis en direction de l'Espagne où ils doivent combattre. Ils sont présents à Medina de Rioseco, puis à Burgos sous les ordres du général Lasalle. Alors que Napoléon marche sur Madrid, il est bloqué le 30 novembre 1808 au col de Somosierra par les troupes du général Benito de San Juan. L'infanterie se révélant incapable d'emporter la position, l'Empereur ordonne au 3e escadron des chevau-légers polonais de charger. Commandés par Kozietulski, les Polonais subissent de lourdes pertes dues au feu de l'infanterie et de l'artillerie espagnoles, mais parviennent à capturer les batteries adverses. Leur intervention décisive est saluée par Napoléon qui donne au régiment le rang de Vieille Garde. Rentrés en France, les chevau-légers participent à la campagne d'Autriche de 1809, en particulier à Wagram où ils culbutent les uhlans de Schwarzenberg. Après cet affrontement, l'Empereur accède à la requête du colonel Krasiński qui souhaite doter ses hommes de lances, et l'unité prend le nom de « lanciers polonais ». En 1810, le régiment des lanciers prend le numéro 1 après la création des lanciers rouges. Il est ensuite engagé dans la campagne de Russie, où il se distingue à Gorodnia et à Krasnoï. Après les lourdes pertes subies, les lanciers polonais sont réorganisés et prennent part aux batailles de la campagne d'Allemagne en 1813, comme à Lützen, Peterswalde et Hanau, où ils perdent le major Radziwill. En 1814, lors de la campagne de France, ils chargent à Brienne, La Rothière, Montmirail, Berry-au-Bac, Craonne, Reims et Paris.
À la Première Restauration, le régiment des lanciers polonais est dissous et ses éléments renvoyés en Pologne, à l'exception d'un escadron sous le commandement de Jerzmanowski qui accompagne Napoléon sur l'île d'Elbe. Pendant les Cent-Jours, cet escadron devient le 1er du régiment des lanciers rouges, avec lequel il charge à Waterloo. À la Seconde Restauration, l'escadron polonais est définitivement licencié et ses membres sont enrôlés dans l'armée russe.

### Lanciers rouges

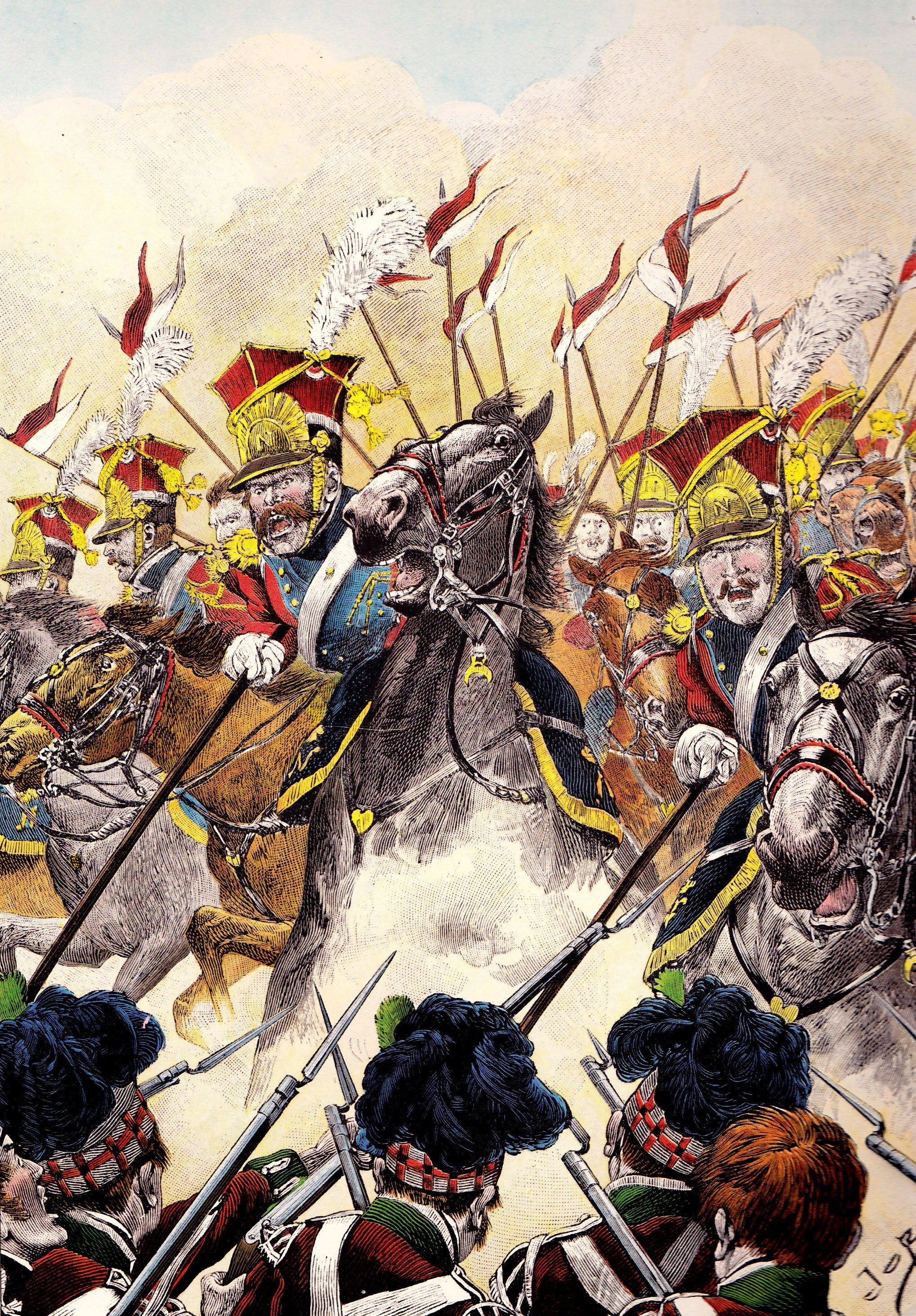
Charge des lanciers rouges de la Garde impériale à Waterloo. Illustration de Job.

En 1810, Napoléon annexe le royaume de Hollande et oblige son frère Louis à abdiquer. Le 14 juillet, un décret annonce officiellement le rattachement de la Hollande à l'Empire, et prescrit dans un même temps l'incorporation de la Garde royale hollandaise à la Garde impériale. Le 10 août, le régiment de hussards de la Garde royale, sous le commandement du colonel Dubois, quitte le royaume et gagne Versailles, où il arrive le 30 du même mois. Organisés en quatre escadrons, les Hollandais fraternisent avec leurs camarades français. Un décret du 13 septembre 1810 transforme les hussards en un deuxième régiment de lanciers de la Garde impériale. Le général Colbert-Chabanais en prend le commandement, et des sous-officiers du corps, instruits par les lanciers polonais du 1er régiment à Chantilly, apprennent le maniement de la lance à leurs hommes.
Le régiment est engagé en 1812 dans la campagne de Russie. Placés en avant-garde, les lanciers rouges s'emparent de nombreux convois de marchandises et de provisions puis forment une brigade avec les lanciers polonais, sous les ordres du général Colbert-Chabanais. Arrivés à Moscou en septembre, leur effectif de bataille s'élèvent à 556 cavaliers en octobre. Après l'incendie de Moscou et la bataille de Winkowo, les lanciers de Colbert sont placés en arrière afin de couvrir la retraite. Le 24 octobre, ils repoussent en infériorité numérique un important parti de cosaques qui tente de s'en prendre à l'arrière-garde. À cause des conditions climatiques, les pertes en hommes et en chevaux sont lourdes et à la fin de la campagne, seuls 60 lanciers disposent encore d'une monture. Réorganisé, le 2e lanciers participe ensuite à la campagne d'Allemagne, où il se distingue particulièrement à la bataille de Reichenbach, le 22 mai 1813. En 1814, les lanciers rouges de la Jeune Garde se battent en Belgique, tandis que les escadrons de la Moyenne Garde affrontent les armées coalisées dans maints affrontements au cours de la campagne de France.
La Première Restauration transforme le 2e lanciers en Corps royal des chevau-légers lanciers de France. Pendant les Cent-Jours, le régiment reprend son ancien nom et accueille en son sein l'escadron des lanciers polonais de l'île d'Elbe. Il intègre la division de cavalerie légère de la Garde en compagnie des chasseurs à cheval et prend part à la campagne de Belgique de 1815. Les lanciers rouges sont présents aux Quatre Bras et chargent les carrés britanniques à la bataille de Waterloo. Après la seconde abdication de Napoléon et le retour des Bourbons, le régiment est dissous le 30 août 1815.

### Lanciers lituaniens

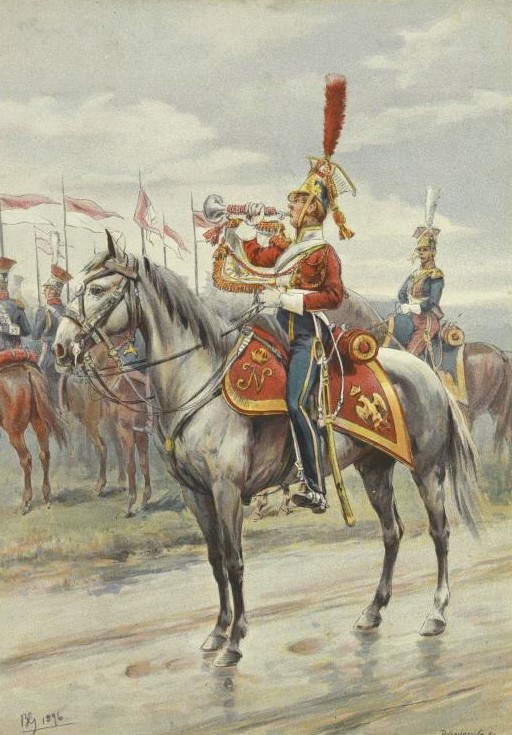
Trompette des lanciers lituaniens de la Garde impériale. Peinture de Bronisław Gembarzewski, 1896.

Au début du mois de juillet 1812, Napoléon décide de constituer un 3e régiment de lanciers intégré à la Garde impériale, à effectif théorique de 1 218 hommes répartis en cinq escadrons. Deux escadrons sont alors formés à Varsovie avec des nobles lituaniens,. Le commandement du régiment est confié au général Konopka, major des lanciers polonais de la Garde impériale. Un escadron de Tartares lituaniens est attaché au corps afin d'effectuer des missions de reconnaissance.
Ayant reçu l'ordre de se rendre à Minsk, le 3e lanciers se met en route dans le cadre de la campagne de Russie. En chemin, Konopka décide de s'arrêter dans le village de Slonim, où il installe un cantonnement. Le colonel-major Tanski qui conseille à son chef de repartir au plus vite est renvoyé au dépôt de Grodno, mais dans la nuit suivant son départ, le général russe Czaplicz attaque le campement des lanciers avec ses soldats ; le général Konopka et 246 hommes sont faits prisonniers. Le régiment perd également un important matériel ainsi que les registres, les papiers et la comptabilité du corps.
Après cette défaite, les deux autres escadrons du major Tanski à Grodno constituent le 3e lanciers, mais l'unité est finalement dissoute le 22 mars 1813 et ses éléments incorporés au 1er régiment de lanciers polonais de la Garde.

### Tartares lituaniens

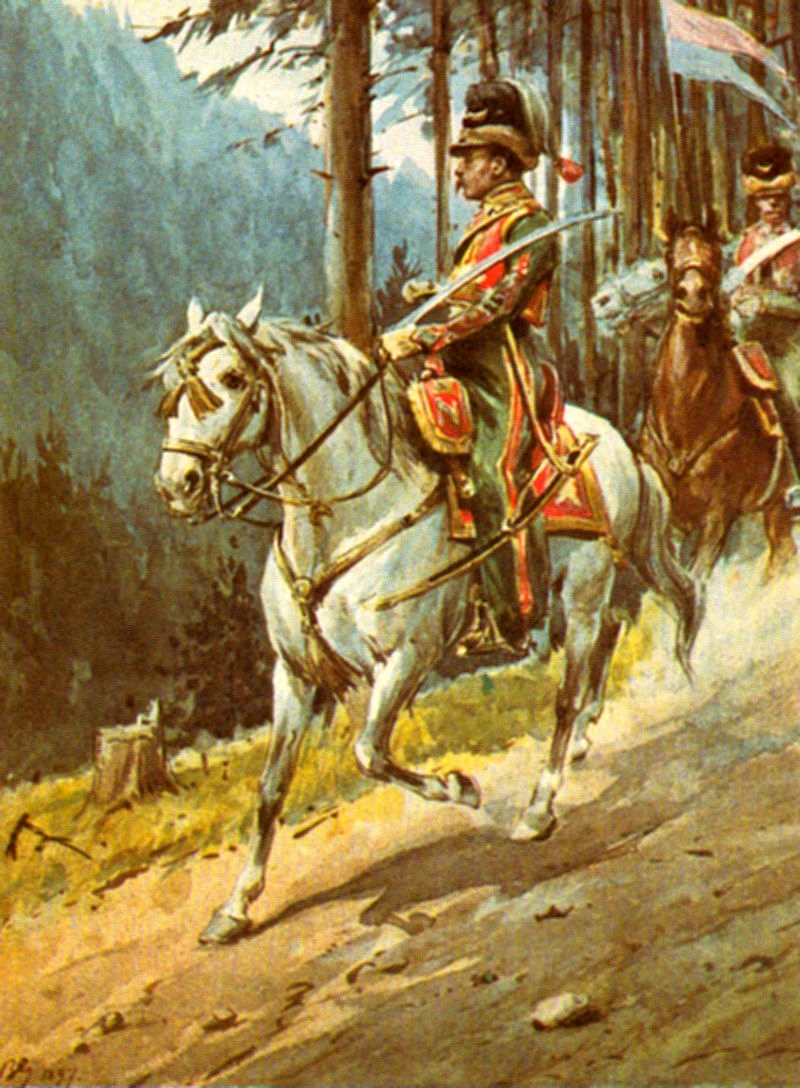
Tartare lituanien de la Garde impériale. Par Bronisław Gembarzewski, 1897.

C'est en juin 1812 que naît l'idée de créer une unité de Tartares lituaniens. Ces derniers, membres de communautés originaires de Crimée, ont la réputation d'être d'excellents cavaliers, ce que confirme le général Michel Sokolnicki, qui assure que « leur probité, ainsi que leur courage sont éprouvés ». Napoléon fait alors appel au major Mustapha Achmatowicz et lui ordonne alors le recrutement d'un millier de soldats, mais en pratique, seul un escadron est mis sur pied. L'unité est officiellement créée en octobre 1812 et est attachée au 3e régiment de lanciers de la Garde impériale,.
Commandés par Achmatowicz, les Tartares prennent part à la campagne de Russie à la suite des lanciers. Ils subissent de lourdes pertes en défendant Vilna contre les Russes, dont Achmatowicz qui est tué. À la fin de la campagne, les survivants sont incorporés dans les rangs du 3e lanciers de la Garde, puis forment la 15e compagnie du régiment de lanciers polonais de la Garde impériale . Malgré leur petit effectif, les Tartares lituaniens du capitaine Ulan, qui a remplacé Achmatowicz, chargent à maintes reprises lors de la campagne d'Allemagne, et se distinguent encore en France au sein du 3e régiment d'éclaireurs-lanciers,.
Après l'abdication de Napoléon le 6 avril 1814, les derniers Tartares lituaniens regagnent leur pays.

### Chasseurs à cheval de la Jeune Garde
Le 6 mars 1813, le régiment des chasseurs à cheval de la Garde impériale passe de cinq à neuf escadrons. Les 6e, 7e, 8e et 9e escadrons prennent le titre de « seconds chasseurs » puis de chasseurs à cheval de Jeune Garde. À cette époque, le corps reçoit pour commandant le colonel-major Charles-Claude Meuziau avec lequel il participe à la campagne d'Allemagne de 1813. En 1814, les chasseurs sont détachés à l'Armée du Nord du général Maison où ils sont surtout chargés de missions de reconnaissance, ce qui ne les empêche pas de charger à diverses reprises comme à Courtrai le 30 mars. Les escadrons sont dissous lors de la Première Restauration, les hommes étant pour la plupart replacés dans la ligne ou mis en demi-solde.
Pendant les Cent-Jours, les escadrons de Jeune Garde sont reformés et prennent la dénomination de 2e régiment de chasseurs à cheval de la Garde impériale. Cependant, en raison de la pénurie d'hommes et de chevaux, l'unité ne quitte pas sa garnison de Chantilly et ne prennent pas part à la campagne de Belgique de 1815. Le régiment des chasseurs de la Jeune est finalement dissous entre le 8 octobre et le 8 novembre 1815.

### Éclaireurs

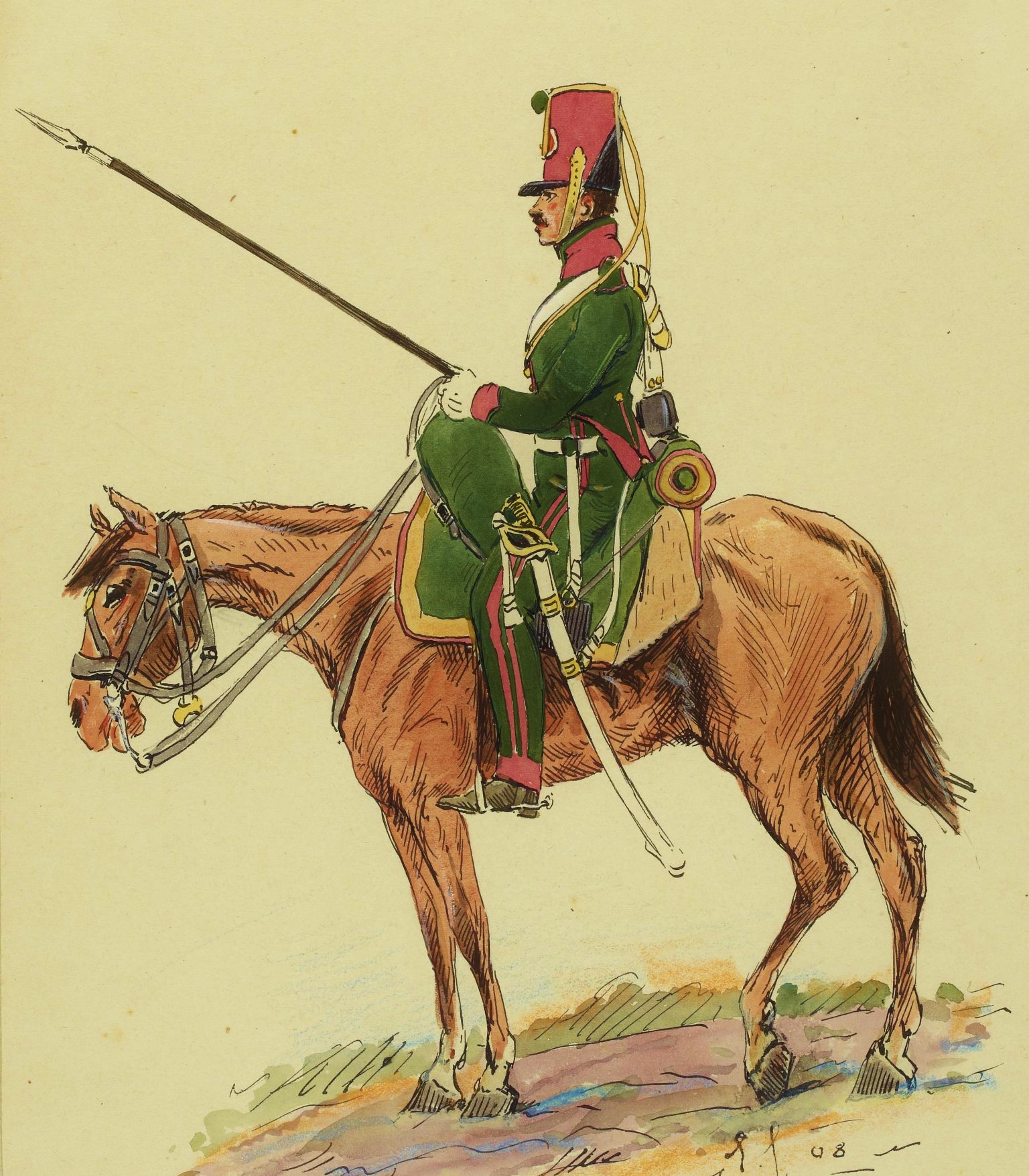
Éclaireur-dragon du 2e régiment, 1813. Illustration d'Ernest Fort.

Avec la perspective dramatique d'avoir à se battre sur le sol français pour la première fois depuis les guerres de la Révolution, Napoléon réorganise sa Garde impériale le 4 décembre 1813. Trois régiments sont alors créés : le premier, composé des éclaireurs-grenadiers, rattaché aux grenadiers à cheval ; le second, composé des éclaireurs-dragons, rattaché aux dragons ; le troisième, composé des éclaireurs-lanciers, rattaché au lanciers polonais.
Ces nouvelles unités ont le temps de participer à la campagne de France de 1814, où ils se heurtent maintes fois aux cosaques. Bien que chargés de missions de reconnaissance aux avant-postes, ils mènent aussi à plusieurs reprises des charges, comme à Brienne, Montmirail ainsi qu'à Craonne, lorsque le colonel Testot-Ferry conduit le 1er régiment à l'assaut de l'artillerie russe. Ils participent également à la défense de Paris, avant d'être dissous lors de la Première Restauration.

## Unités rattachées à la Garde ou servant statutairement à ses côtés

### Gendarmes d'élite

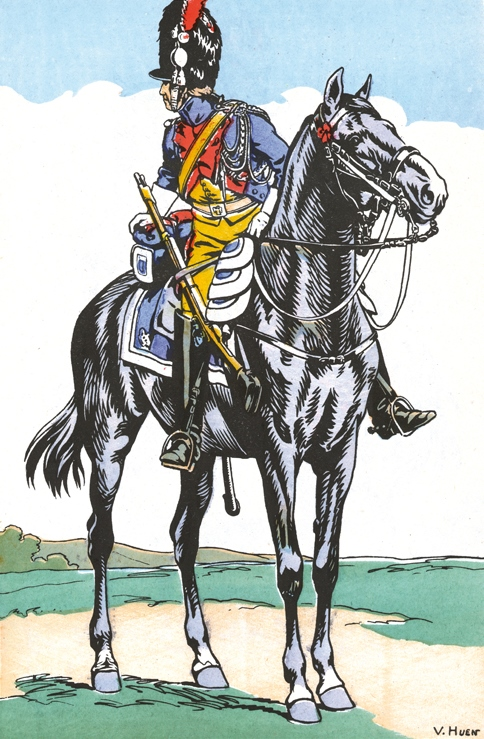
Gendarme d'élite en patrouille. Illustration de Victor Huen.

La gendarmerie d'élite est créée au mois de juillet 1801 et est intégrée à la Garde consulaire en juillet 1802, sous la forme d'un escadron. Intégrée à la Garde impériale en 1804, la gendarmerie d'élite compte deux escadrons chacun divisés en deux compagnies, auxquels s'ajoutent deux éphémères compagnies de gendarmes à pied. Une taille minimale de 1,76 m est exigée pour être recruté. L'unité comprend à sa création, gendarmes à pied compris, 632 officiers, sous-officiers et soldats. Les gendarmes d'élite font partie de la prestigieuse Vieille Garde. En 1806, les compagnies de gendarmes à pieds sont dissoutes, réduisant l'effectif à 456 cavaliers.
La gendarmerie d'élite est chargée de la sécurité des palais et des quartiers militaires impériaux, et elle protège le quartier général de Napoléon en campagne. Elle sert aussi, mais plus rarement, à escorter l'Empereur lors de ses déplacements et à la protection de personnages importants.
Bien qu'ayant un rôle assez minime lors des guerres du Premier Empire, les gendarmes d'élite chargent à Medina de Rioseco et à Montmirail, et participent à la campagne de Belgique de 1815. L'unité des gendarmes d'élite est finalement dissoute en septembre de la même année.

### Gendarmes d'ordonnance
Par décret du 1er octobre 1806, Napoléon ordonne la création d'un régiment de gendarmes d'ordonnance, rattaché à la Garde impériale. L'Empereur espère ainsi renouer avec les membres de l'aristocratie de l'Ancien Régime, bannis au cours de la Révolution française. En théorie, chacun peut s'engager dans cette nouvelle unité mais la recrue doit dépenser la somme de 1 900 francs pour s'acheter la tenue et l'équipement. Il doit également prouver le versement d'une pension de 600 francs par sa famille. Au 1er août 1807, la gendarmerie d'ordonnance aligne 216 cavaliers.

### Chevau-légers de Berg
« Le 17 décembre 1809, Napoléon adjoignit à sa garde un régiment fondé en 1807 par Murat, duc de Berg, sous le nom de chevau-légers de Berg »

— Liliane et Fred Funcken, L'uniforme et les armes des soldats du Premier Empire

### Gardes d'honneur
« L'histoire nous plonge en 1812, après les désastres de la campagne de Russie. Napoléon doit enrôler de nouvelles troupes pour affronter une nouvelle coalition. Parmi ces soldats levés en hâte, 10 000 cavaliers forment corps. Il s'agit de la Garde d'honneur. Ses effectifs devaient être constitués par les fils des familles les plus considérées des 130 départements de l'Empire. Les gardes d'honneur voient le feu pour la première fois en Saxe, en 1813. Ils chargent encore avec héroïsme durant la campagne de France, l'année suivante »

— Lt-Col. G. Housset, La garde d'honneur 1813-1814 
Les gardes d'honneur constituent quatre régiments de cavalerie légère levés en 1813 par Napoléon pour renforcer la cavalerie de la Garde impériale décimée pendant la campagne de Russie de 1812. Habillés à la hussarde, issus de la bourgeoisie et de la petite noblesse et s'équipant à leur frais, ils sont rattachés à la Garde le 29 juillet 1813 : « le 1er régiment fut attaché aux Chasseurs à cheval, le 2e aux Dragons, le 3e aux Grenadiers et le 4e aux Lanciers ».

## Commandement

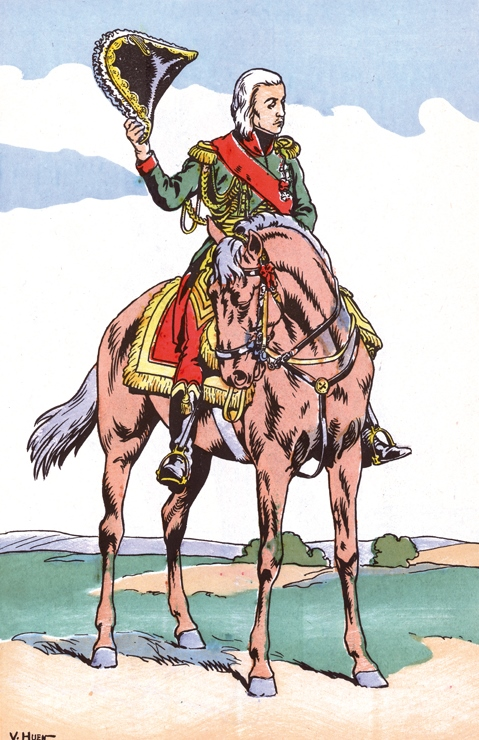
Le maréchal Bessières (1768-1813), duc d'Istrie et colonel-général de la cavalerie de la Garde impériale. Illustration de Victor Huen.

De 1804 à 1813, le commandement en chef de la cavalerie de la Garde impériale est assuré par le maréchal Jean-Baptiste Bessières, duc d'Istrie. Ancien capitaine du 22e régiment de chasseurs à cheval, il prend en 1796 la tête de la compagnie des guides avec laquelle il participe aux campagnes d'Italie et d'Égypte,. Il charge à la bataille de Marengo avec la cavalerie de la Garde consulaire et est promu général de brigade en juillet 1800. Lors de l'instauration du Premier Empire en 1804, il est élevé à la dignité de maréchal d'Empire et est nommé colonel-général de la cavalerie de la Garde impériale.
Bessières s'attelle alors à réformer ce corps et y impose une discipline stricte. Il commande la cavalerie de la Garde lors des parades, ainsi qu'au cours des campagnes militaires. Pendant les batailles, Bessières, « officier de réserve plein de vigueur, mais prudent et circonspect » selon Napoléon, conduit personnellement les charges de ses cavaliers face à l'ennemi. De fait, le maréchal est très apprécié par ses hommes et lorsqu'il est blessé par un boulet à Wagram, l'Empereur lui dit : « Bessières, voilà un beau boulet, il a fait pleurer ma Garde ». Il conserve ses fonctions de commandant en chef de la cavalerie de la Garde lors de la campagne de Russie en 1812, avant de prendre part à la campagne d'Allemagne l'année suivante. Le 1er mai 1813, près de Weißenfels, il est emporté par un boulet autrichien qui lui coupe la main et transperce sa poitrine. Sa mort est vivement ressentie par l'armée et par Napoléon.
Le 29 juillet 1813, le général Étienne Marie Antoine Champion de Nansouty succède à Bessières au poste de commandant en chef de la cavalerie de la Garde. Considéré comme l'un des meilleurs généraux de cavalerie de l'armée, Nansouty dirige la cavalerie de la Garde pendant la campagne d'Allemagne, tout particulièrement à la bataille de Hanau où il culbute par une série de charges vigoureuses l'infanterie et la cavalerie bavaroises. Il participe encore de manière décisive aux victoires de Montmirail et de Château-Thierry en 1814 mais ses relations avec l'Empereur se dégradent et il quitte son commandement, officiellement pour raisons de santé, le 8 mars, peu après la bataille de Craonne. Le général Augustin-Daniel Belliard commande alors par intérim la cavalerie de la Garde lors de la bataille de Laon avant que le général Horace Sébastiani n'en obtienne le commandement permanent jusqu'à la fin de la campagne.

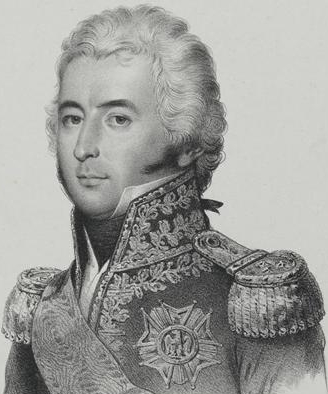
Étienne de Nansouty.
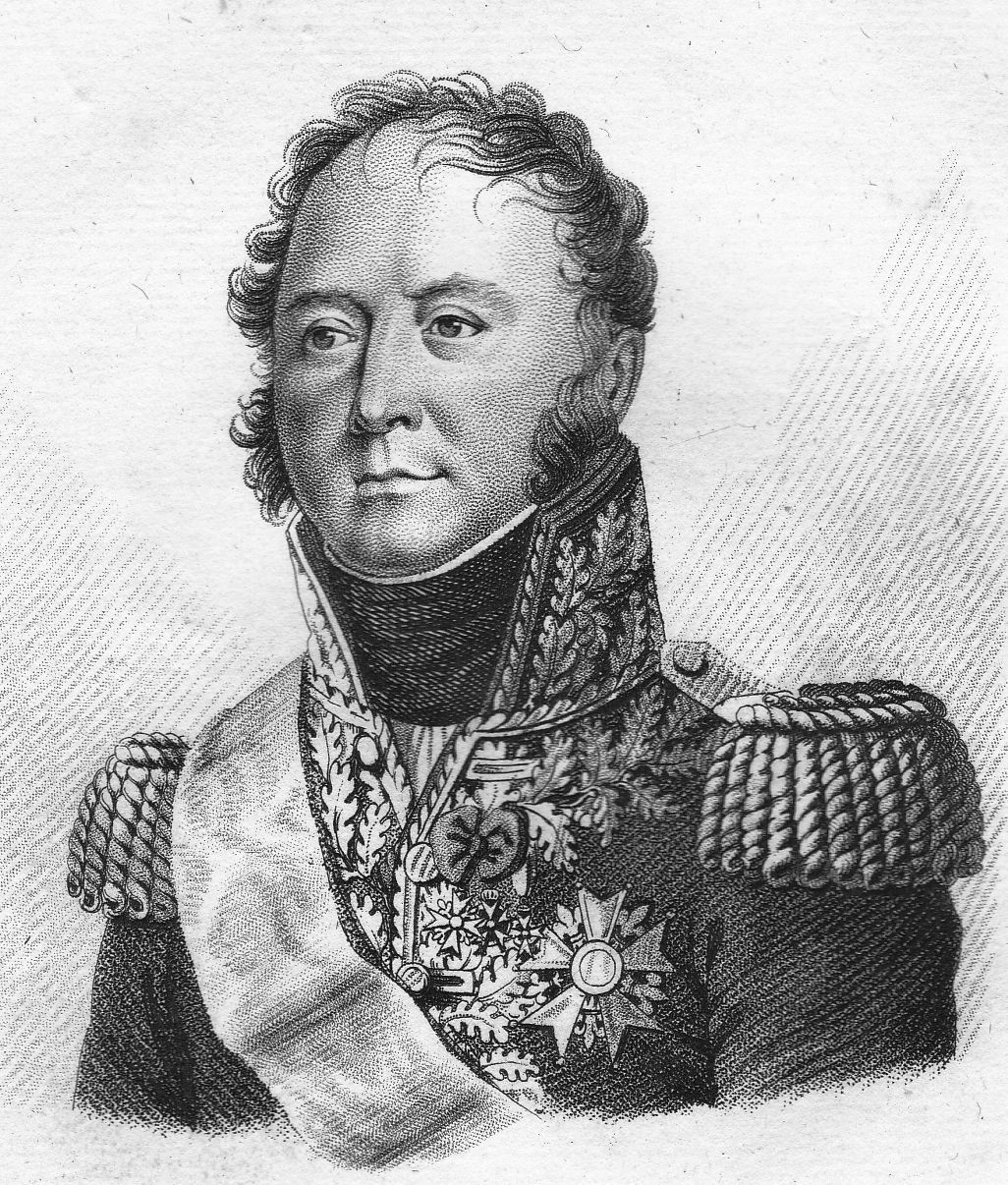
Augustin-Daniel Belliard.
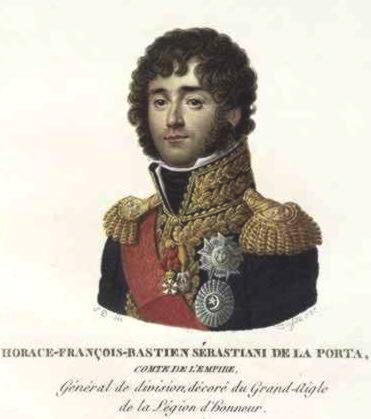
Horace Sébastiani.

## Galerie

Les régiments de cavalerie vus par Adolphe de Chesnel
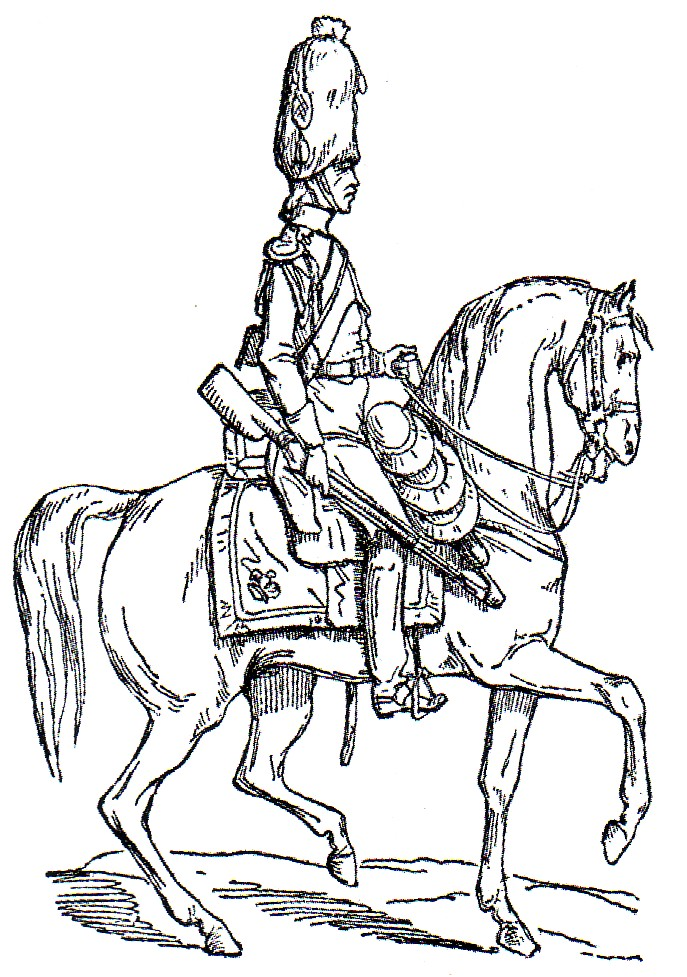
Grenadier à cheval.
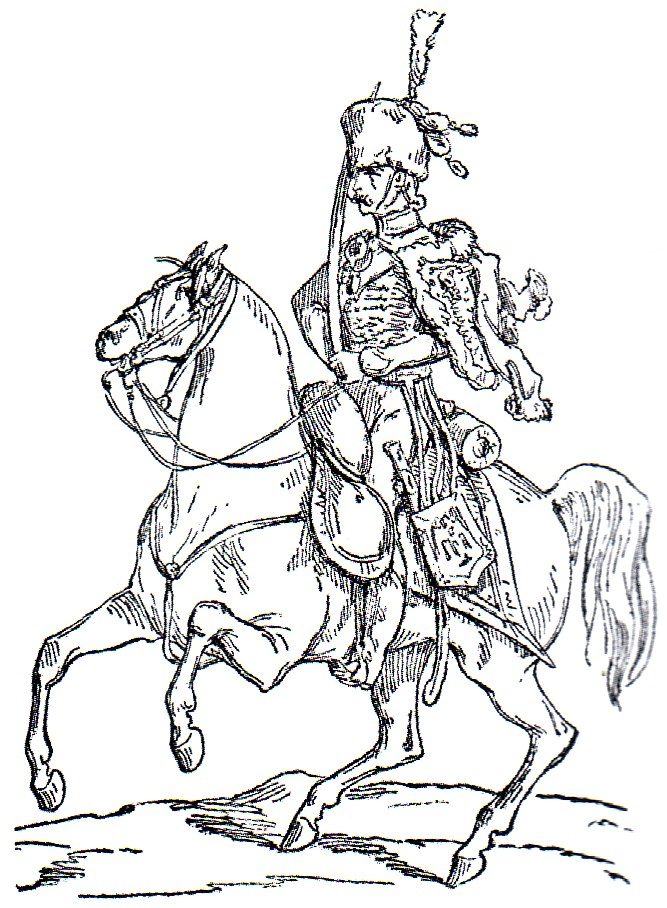
Chasseur à cheval.
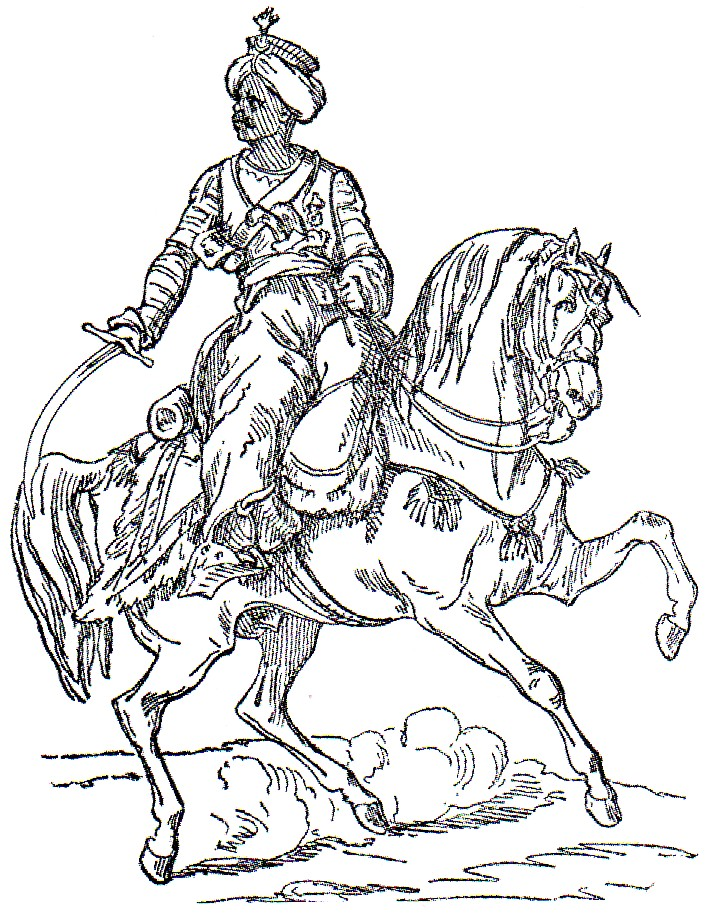
Mamelouk.
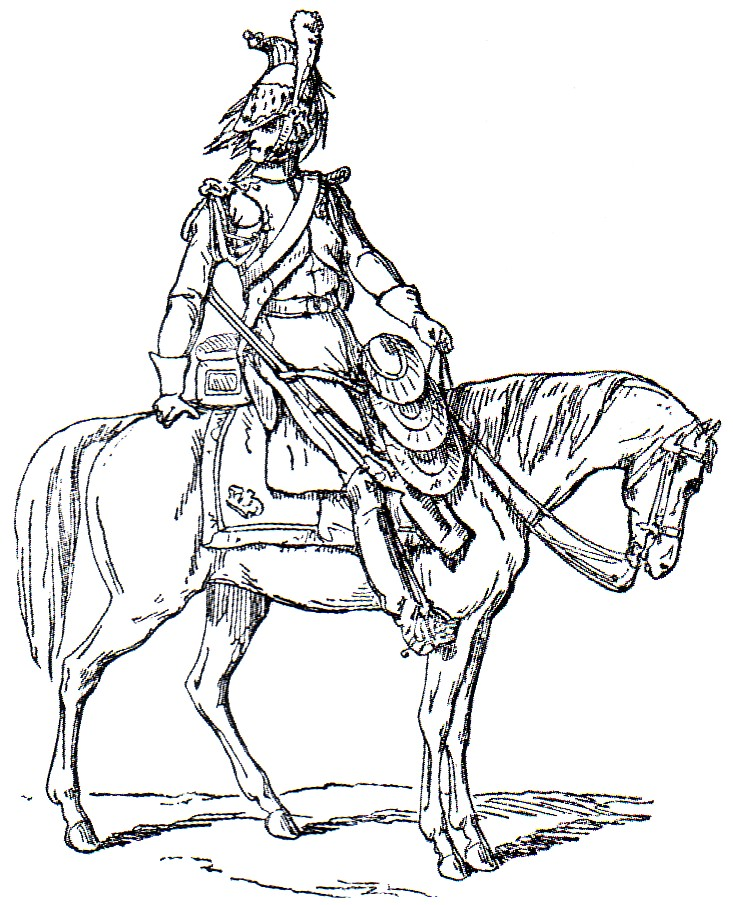
Dragon.
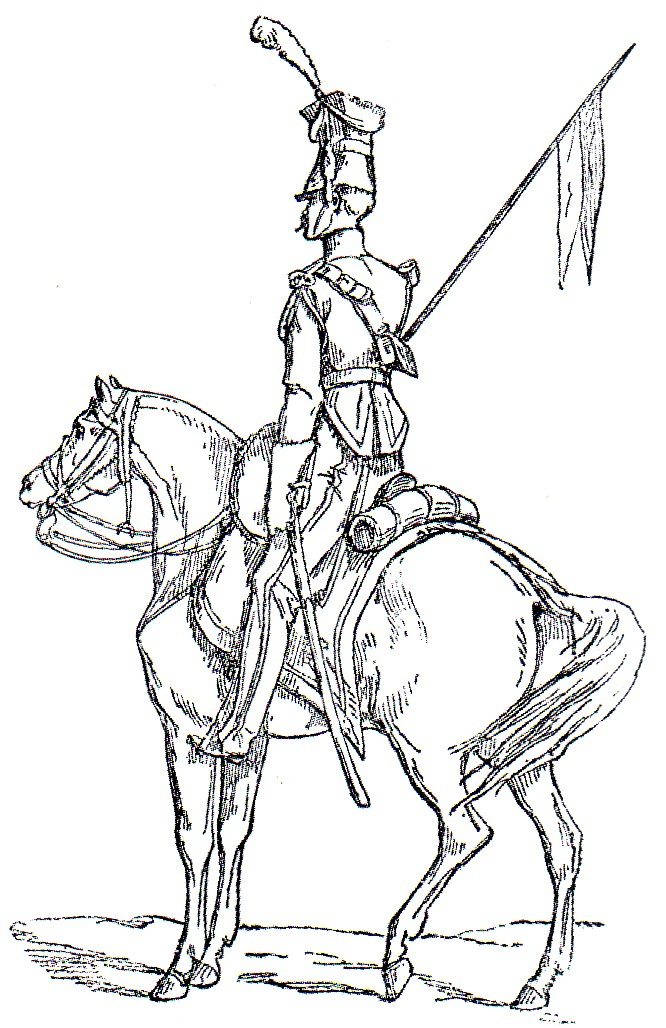
Lancier.
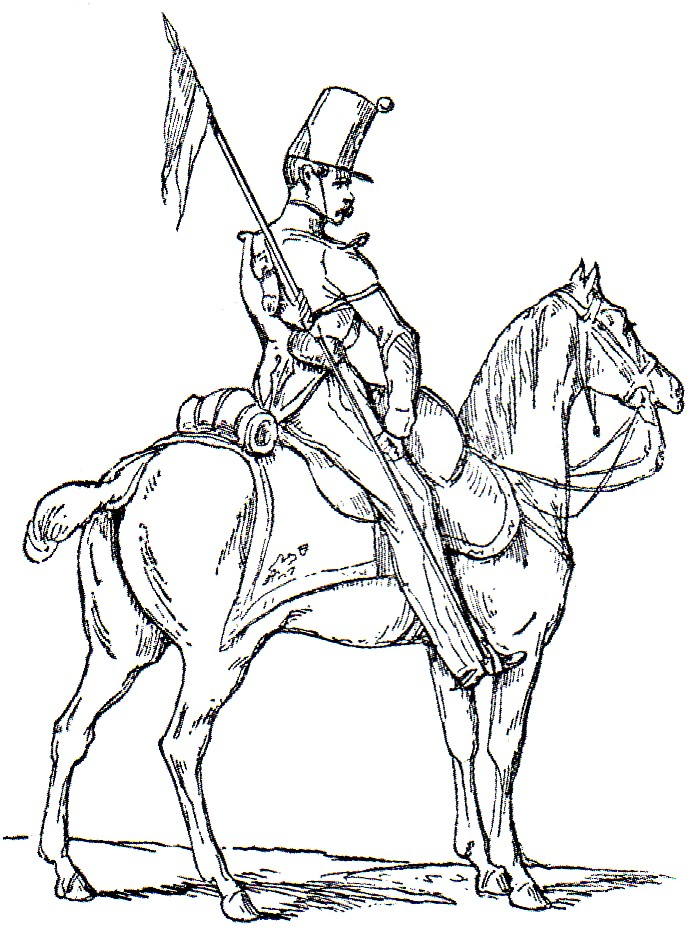
Éclaireur.
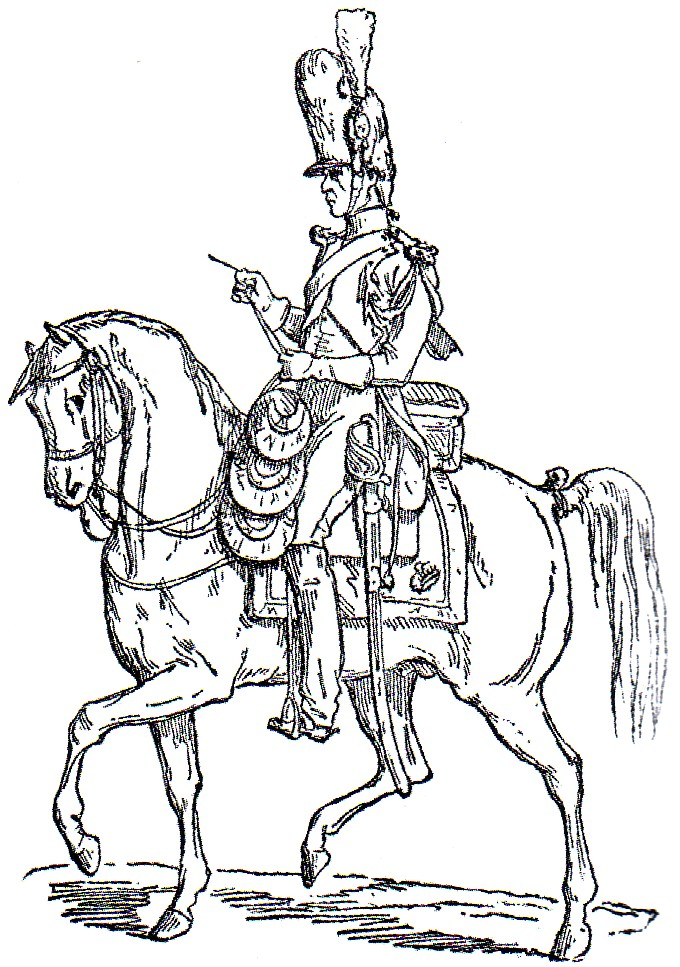
Gendarme d'élite.

Les régiments de cavalerie illustrés par Hippolyte Bellangé
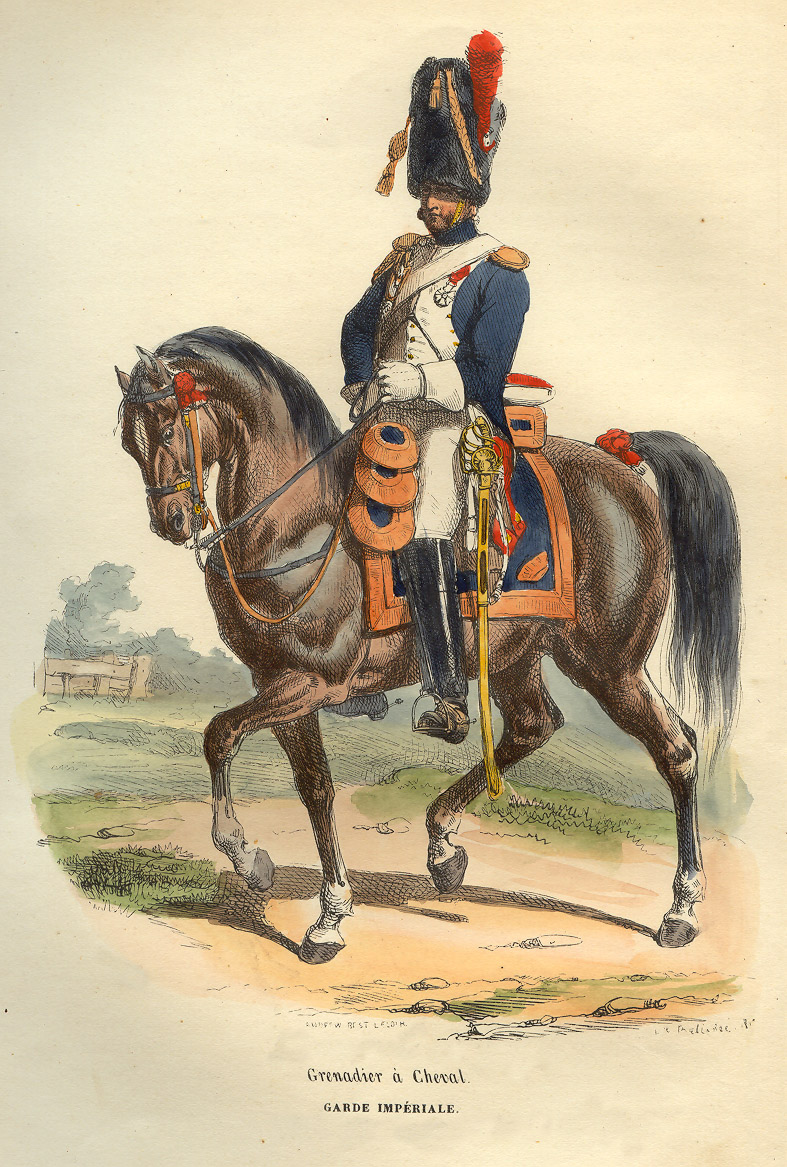
Grenadier à cheval.
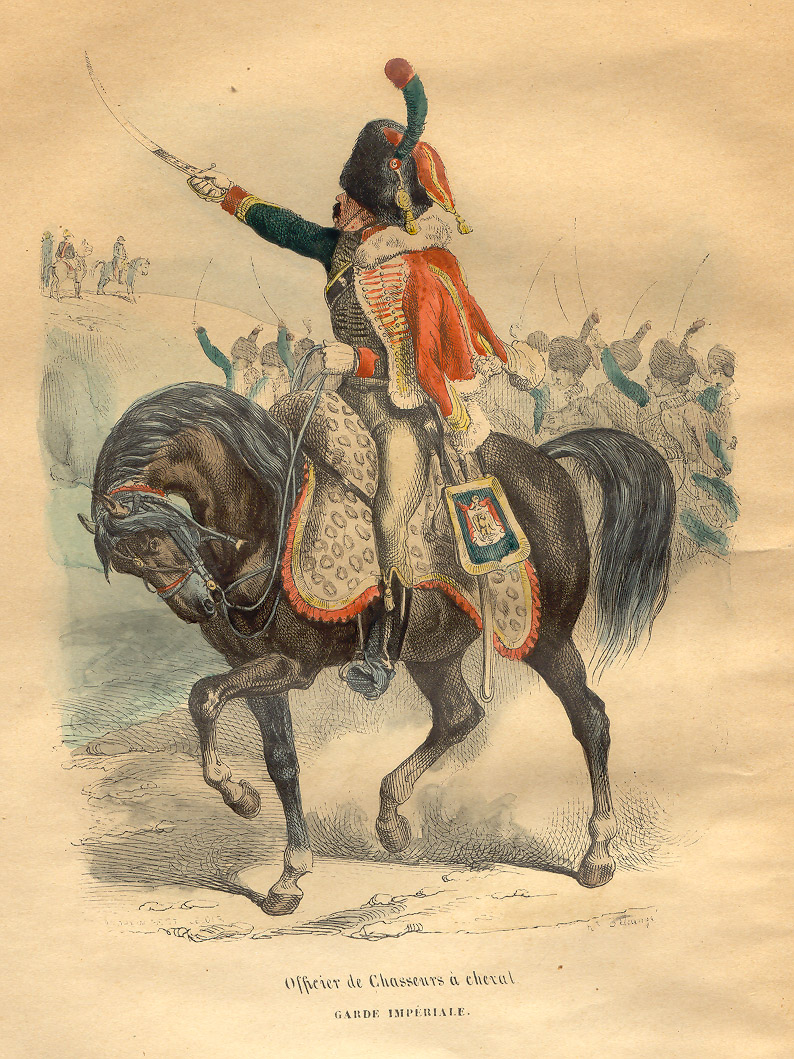
Officier des chasseurs à cheval.
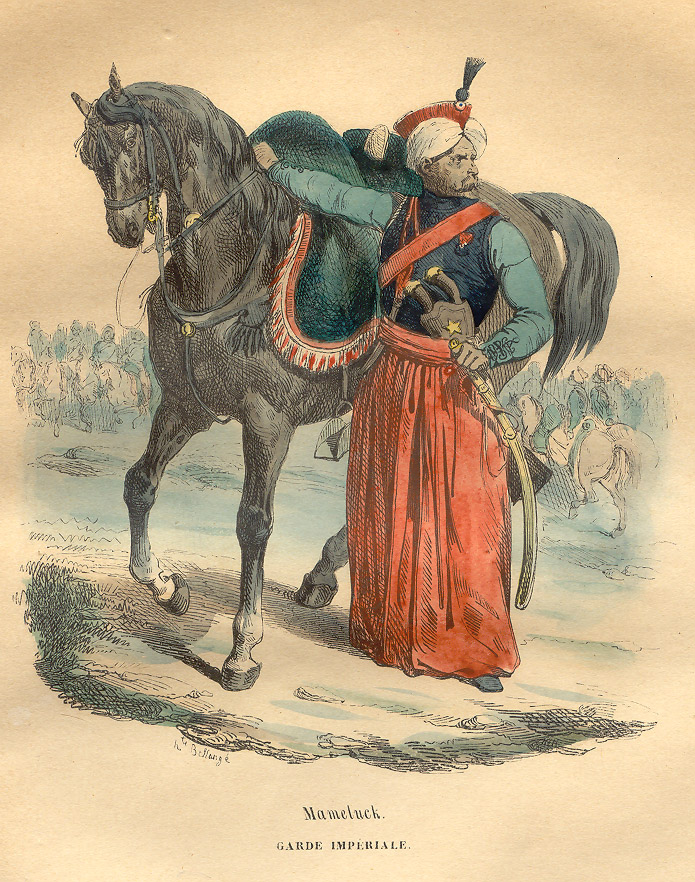
Mamelouk.
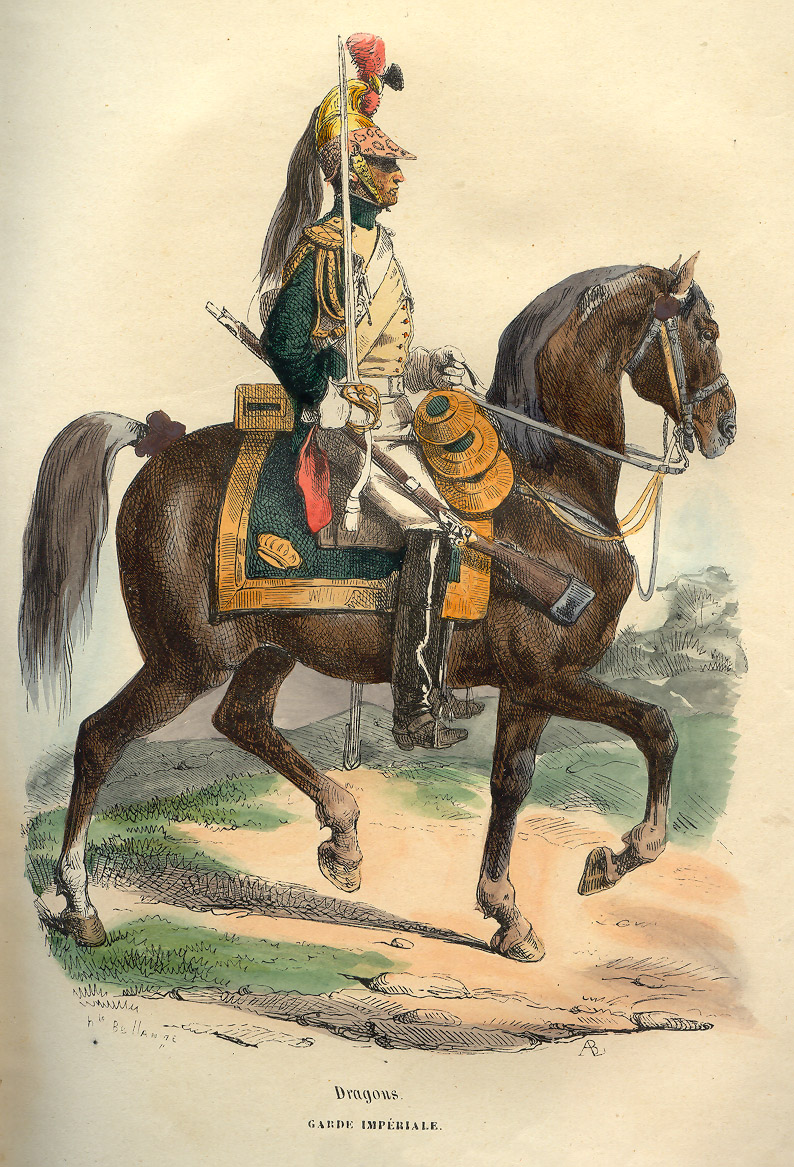
Dragon.
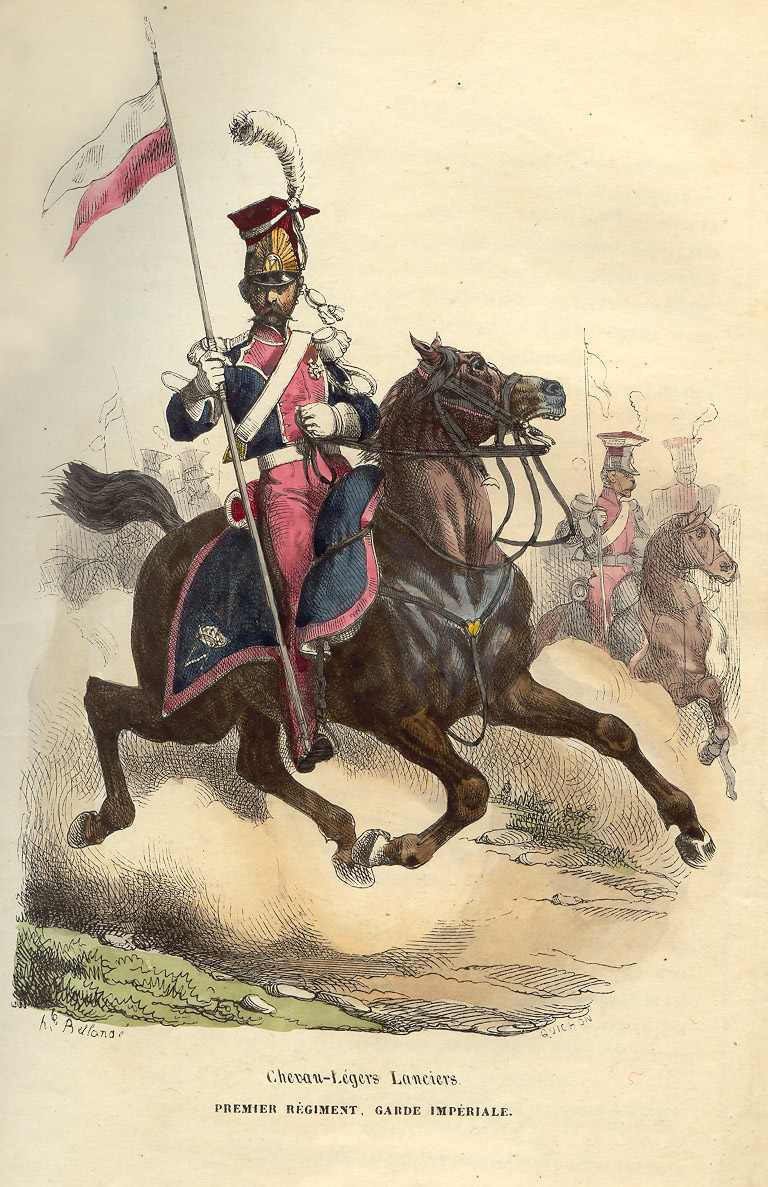
Lancier polonais.
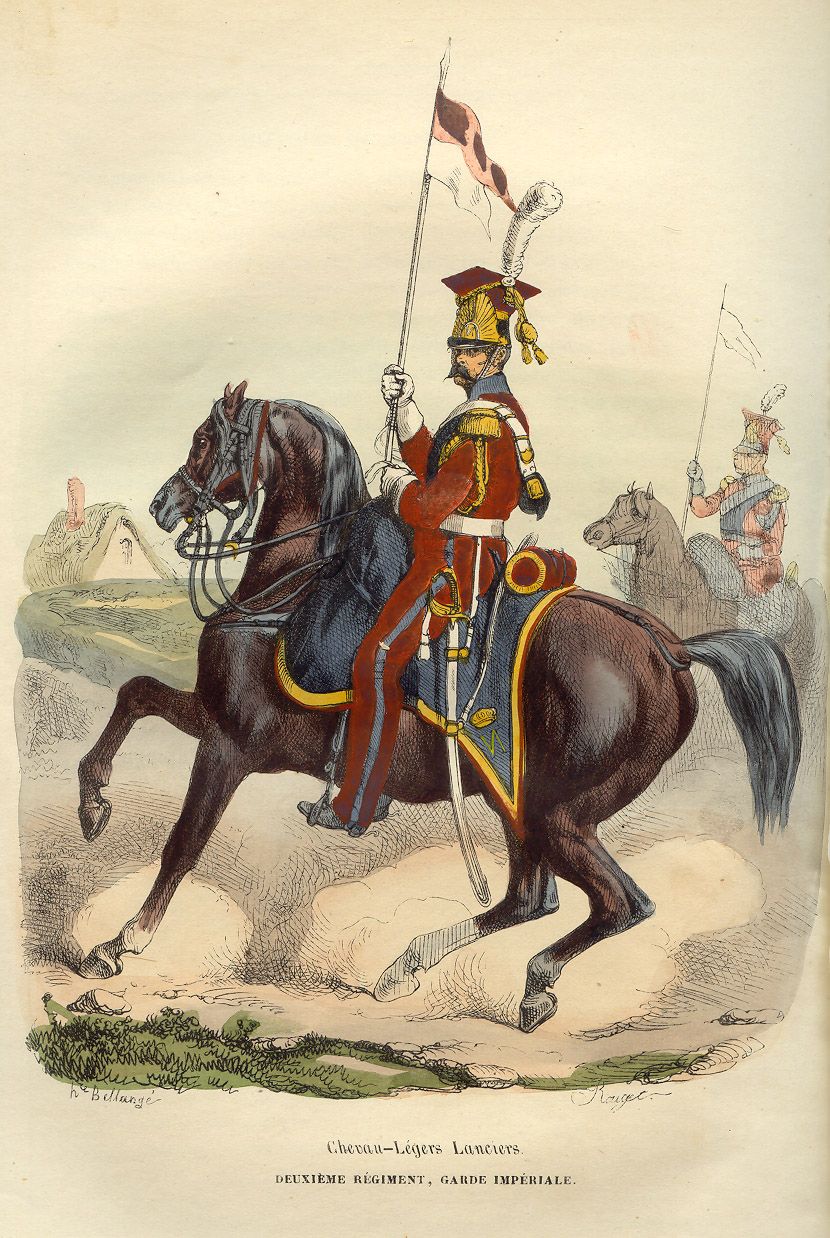
Lancier rouge.
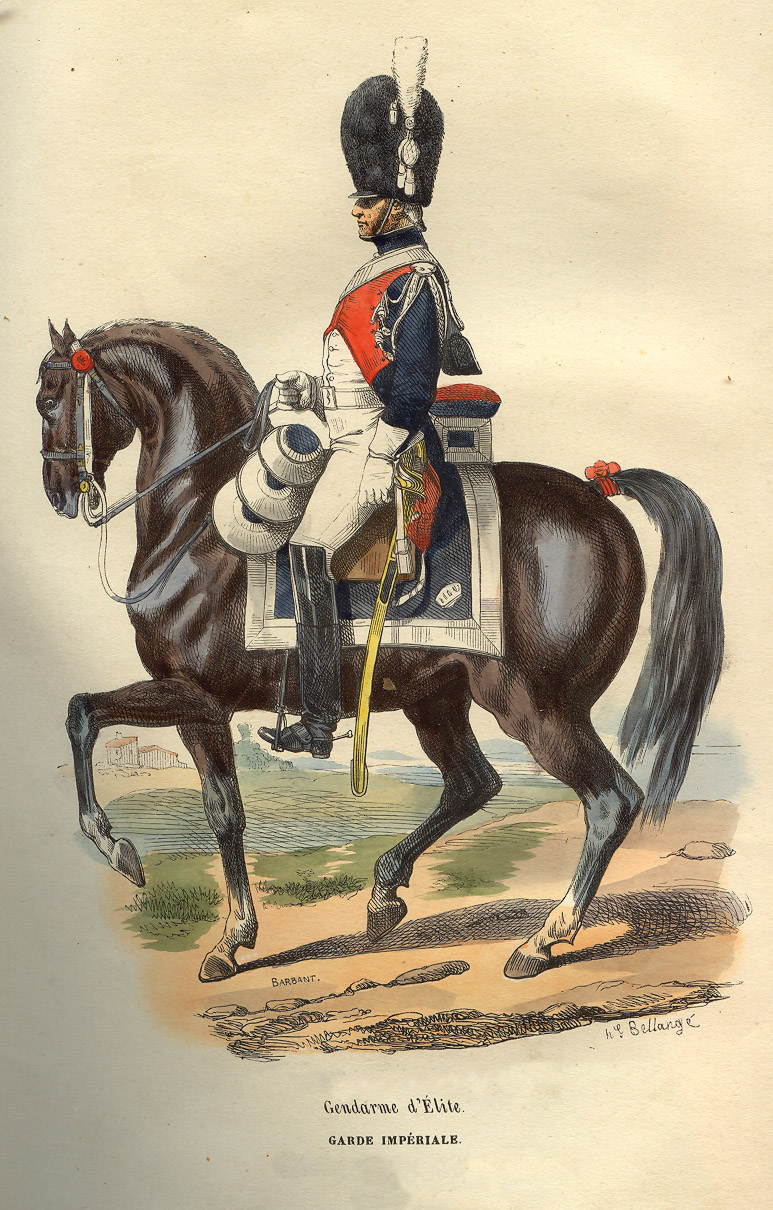
Gendarme d'élite.
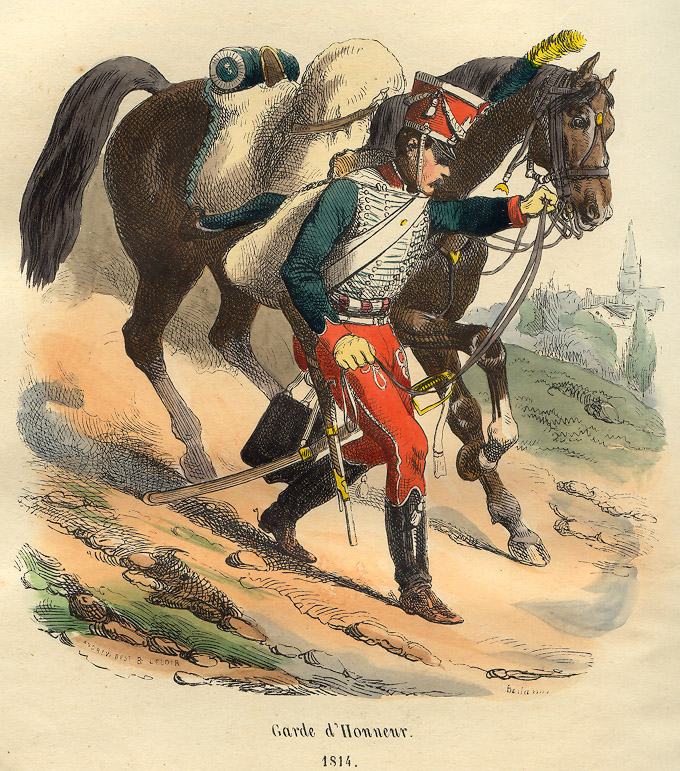
Garde d'honneur.